# Список призёров Олимпийских игр по академической гребле (мужчины)
Полный список всех призёров Олимпийских игр по академической гребле среди мужчин с 1900 по 2024 год.

## Современная программа

### Одиночка

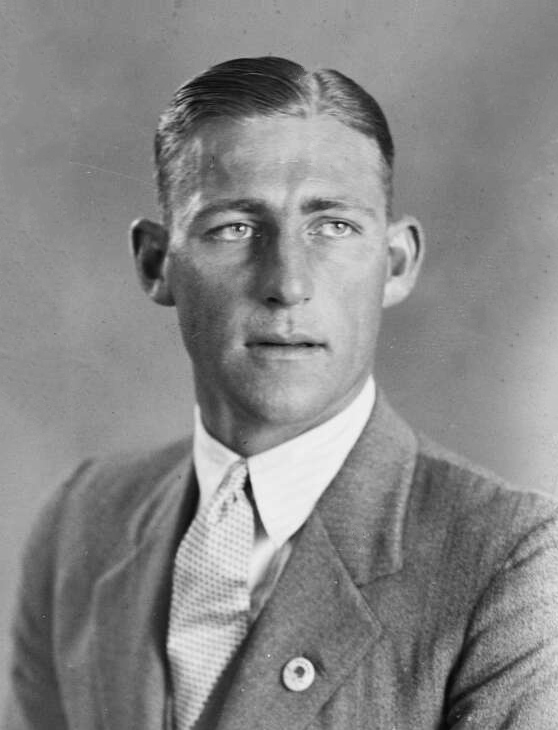
Генри Пирс побеждал на Играх 1928 и 1932 годов

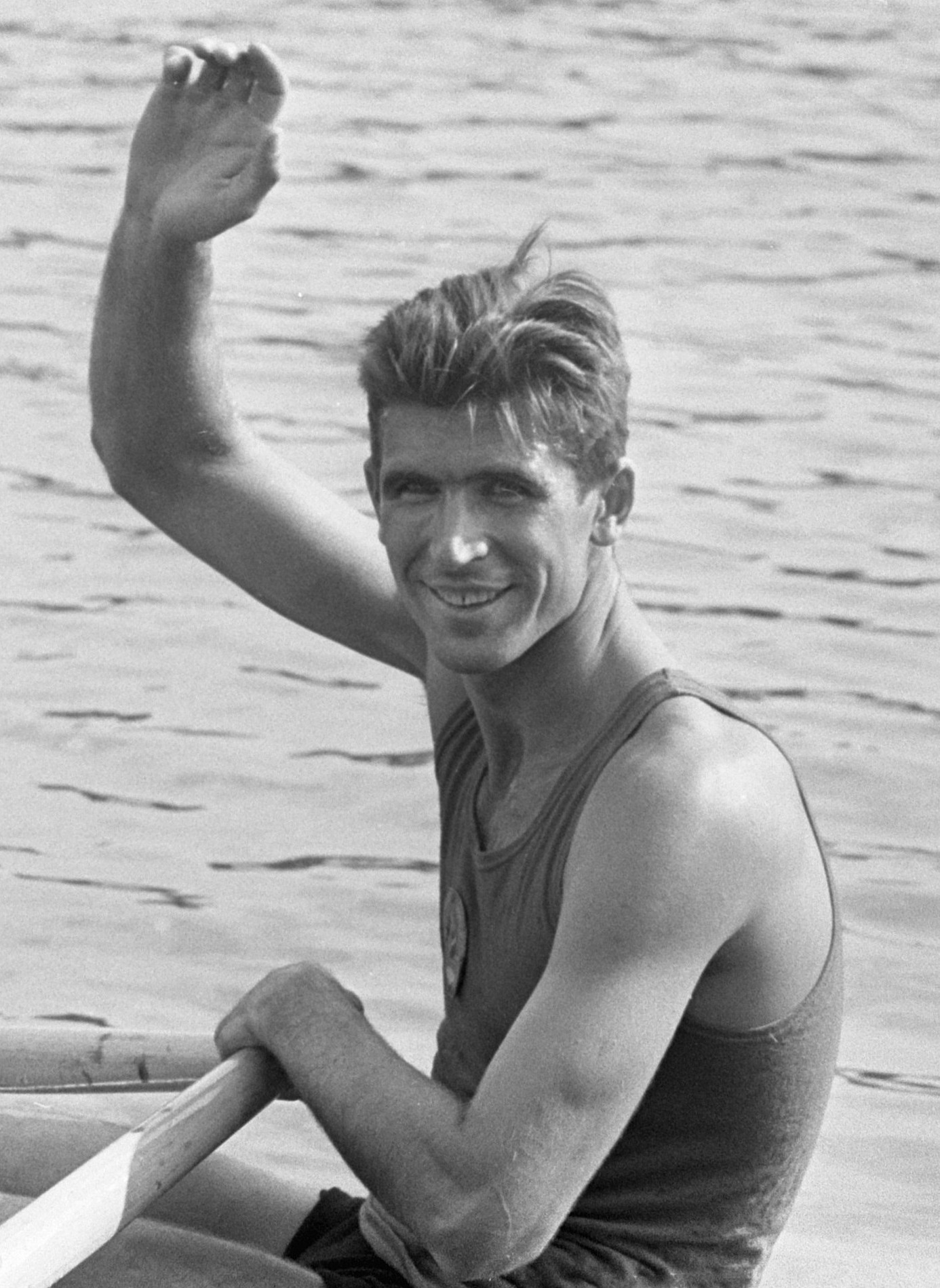
Вячеслав Иванов выиграл три золота в 1956, 1960 и 1964 годах

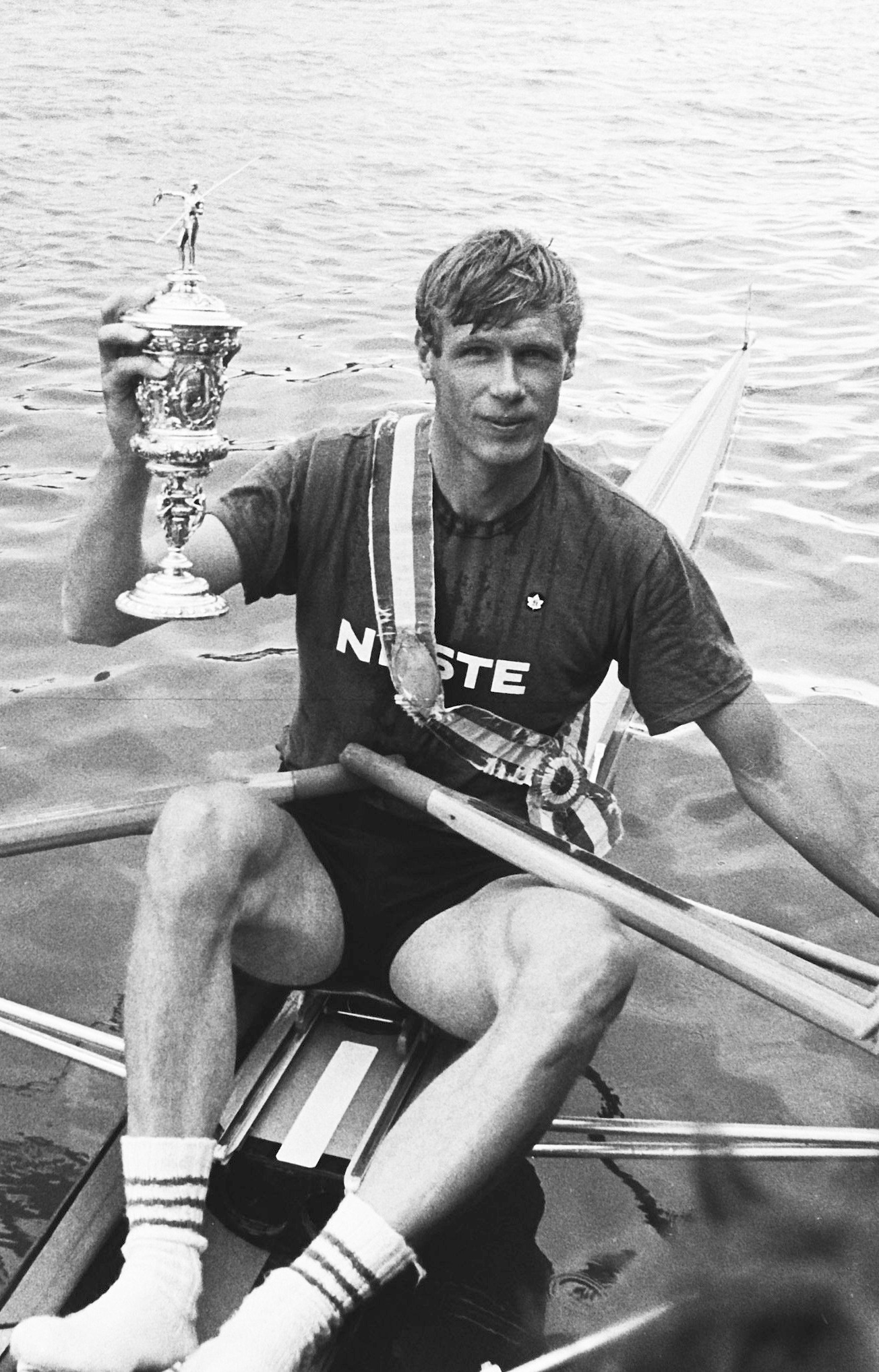
Трёхкратный олимпийский чемпион Пертти Карпинен

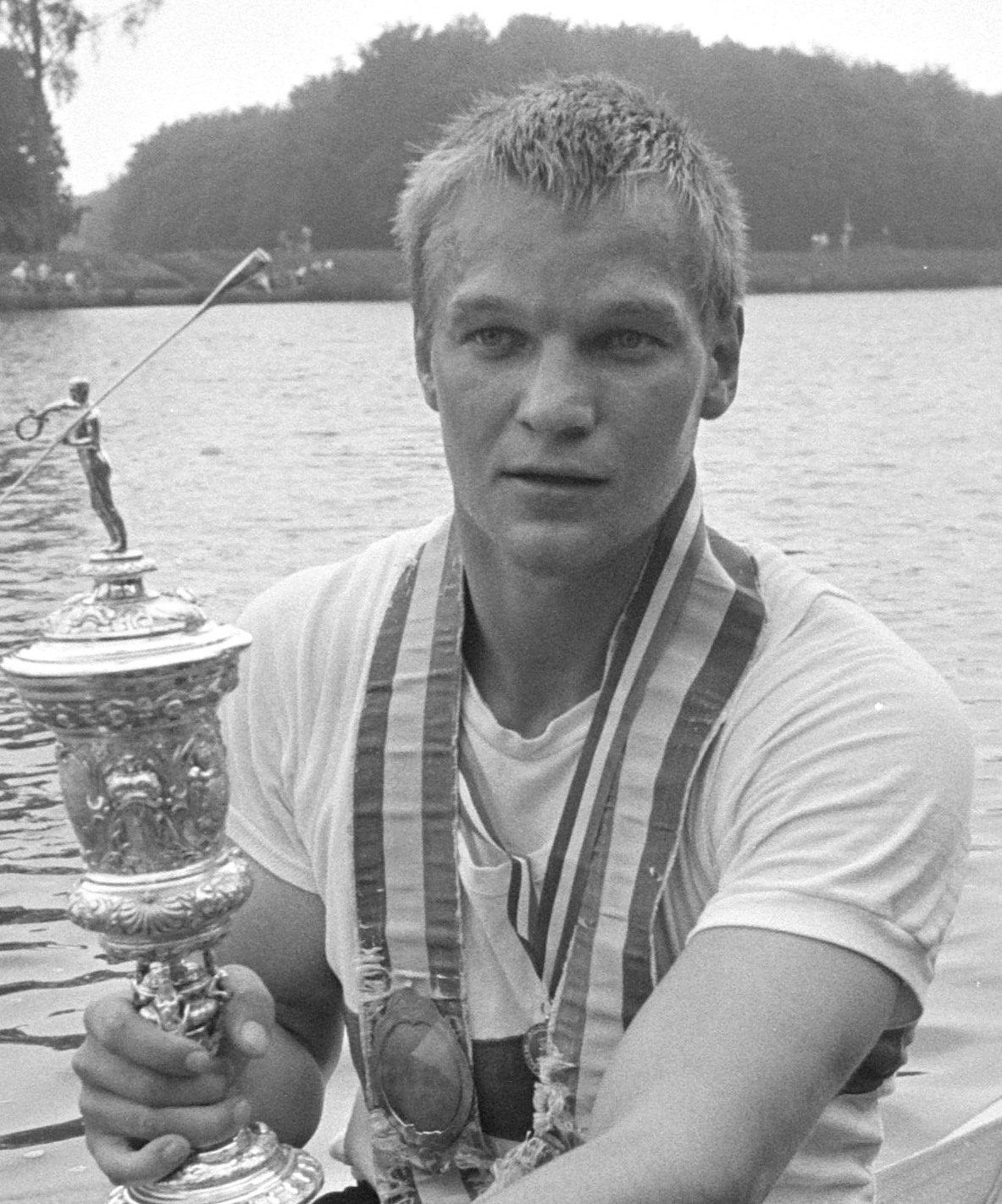
Томас Ланге выиграл золото в 1988 и 1992 годах, а также бронзу в 1996 году

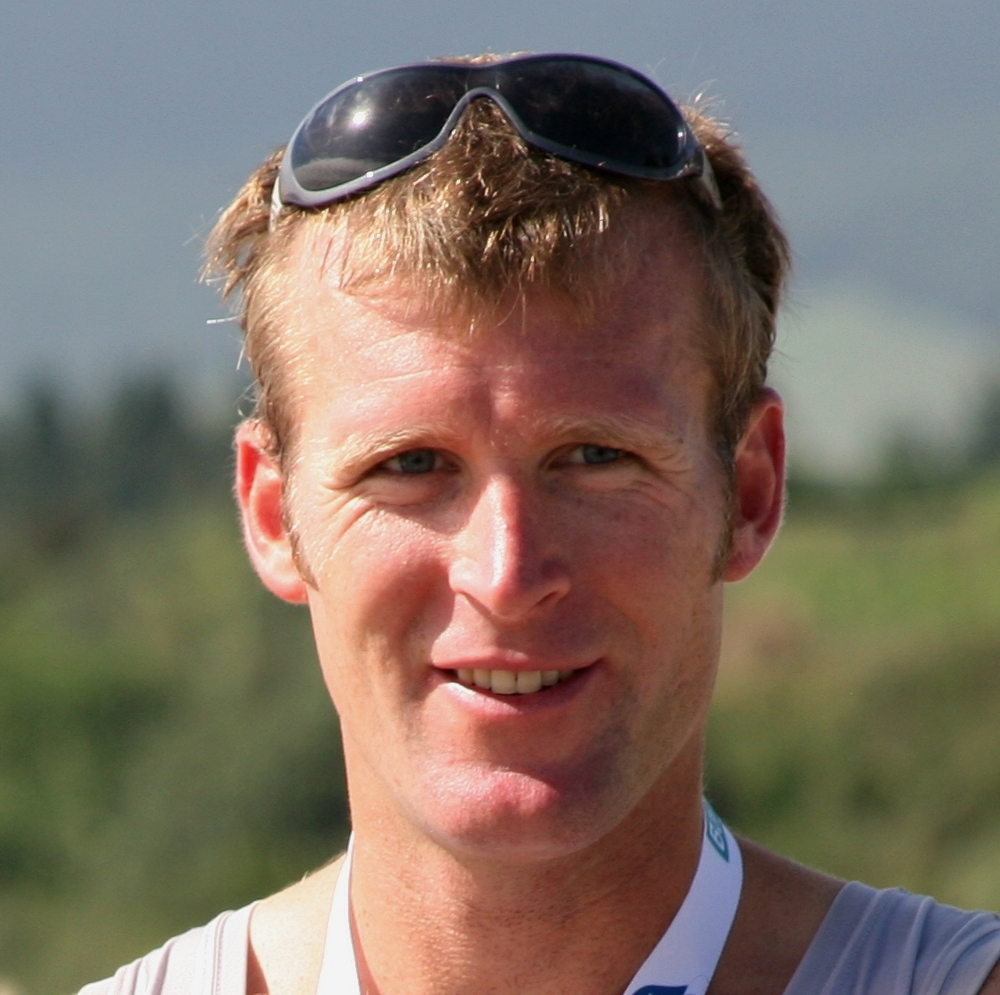
Чемпион Олимпийских игр 2012 и 2016 годов Махе Драйсдейл

Медали среди одиночек разыгрывались на всех Олимпийских играх, начиная с 1900 года. Больше всего побед одержали советские гребцы (5). 4 победы в активе представителей Германии (включая ГДР). По три победы у Великобритании, Новой Зеландии, Финляндии, Австралии. Среди спортсменов по три победы на счету Вячеслава Иванова из СССР (1956, 1960 и 1964) и финна Пертти Карппинена (1976, 1980, 1984).
| Игры                              | Золото                   | Серебро                    | Бронза                          |
| 1900 Париж см. подробнее          | Эрманн Барреле (FRA)     | Андре Годен (FRA)          | Сент-Джордж Эш (GBR)            |
| 1904 Сент-Луис см. подробнее      | Фрэнк Грир (USA)         | Джеймс Джувенал (USA)      | Констанс Титус (USA)            |
| 1908 Лондон см. подробнее         | Гарри Блэкстафф (GBR)    | Александр Маккаллох (GBR)  | Бернард фон Газа (GER)          |
| 1908 Лондон см. подробнее         | Гарри Блэкстафф (GBR)    | Александр Маккаллох (GBR)  | Карой Левицки (HUN)             |
| 1912 Стокгольм см. подробнее      | Уильям Киннир (GBR)      | Полидор Вейрман (BEL)      | Эверард Батлер (CAN)            |
| 1912 Стокгольм см. подробнее      | Уильям Киннир (GBR)      | Полидор Вейрман (BEL)      | Хуго-Максимилиан Куузик (RUS)   |
| 1920 Антверпен см. подробнее      | Джон Келли-старший (USA) | Джек Бересфорд (GBR)       | Дарси Хэдфилд (NZL)             |
| 1924 Париж см. подробнее          | Джек Бересфорд (GBR)     | Уильям Гилмор (USA)        | Йозеф Шнайдер (SUI)             |
| 1928 Амстердам см. подробнее      | Генри Пирс (AUS)         | Кеннет Майерс (USA)        | Теодор Коллет (GBR)             |
| 1932 Лос-Анджелес см. подробнее   | Генри Пирс (AUS)         | Уильям Миллер (USA)        | Гильермо Дуглас (URU)           |
| 1936 Берлин см. подробнее         | Густав Шефер (GER)       | Йозеф Хазенёрль (AUT)      | Дэниел Барроу (USA)             |
| 1948 Лондон см. подробнее         | Мервин Вуд (AUS)         | Эдуардо Риссо (URU)        | Ромоло Катаста (ITA)            |
| 1952 Хельсинки см. подробнее      | Юрий Тюкалов (URS)       | Мервин Вуд (AUS)           | Теодор Коцерка (POL)            |
| 1956 Мельбурн см. подробнее       | Вячеслав Иванов (URS)    | Стюарт Маккензи (AUS)      | Джон Келли-младший (USA)        |
| 1960 Рим см. подробнее            | Вячеслав Иванов (URS)    | Ахим Хилль (EUA)           | Теодор Коцерка (POL)            |
| 1964 Токио см. подробнее          | Вячеслав Иванов (URS)    | Ахим Хилль (EUA)           | Готтфрид Коттман (SUI)          |
| 1968 Мехико см. подробнее         | Хенри Ян Винесе (NED)    | Йохен Майснер (FRG)        | Альберто Демидди (ARG)          |
| 1972 Мюнхен см. подробнее         | Юрий Малышев (URS)       | Альберто Демидди (ARG)     | Вольфганг Гюльденпфеннинг (GDR) |
| 1976 Монреаль см. подробнее       | Пертти Карппинен (FIN)   | Петер-Михаэль Кольбе (FRG) | Йоахим Драйфке (GDR)            |
| 1980 Москва см. подробнее         | Пертти Карппинен (FIN)   | Василий Якуша (URS)        | Петер Керстен (GDR)             |
| 1984 Лос-Анджелес см. подробнее   | Пертти Карппинен (FIN)   | Петер-Михаэль Кольбе (FRG) | Роберт Миллс (CAN)              |
| 1988 Сеул см. подробнее           | Томас Ланге (GDR)        | Петер-Михаэль Кольбе (FRG) | Эрик Вердонк (NZL)              |
| 1992 Барселона см. подробнее      | Томас Ланге (GER)        | Вацлав Халупа (TCH)        | Каетан Броневский (POL)         |
| 1996 Атланта см. подробнее        | Ксено Мюллер (SUI)       | Дерек Портер (CAN)         | Томас Ланге (GER)               |
| 2000 Сидней см. подробнее         | Роб Уодделл (NZL)        | Ксено Мюллер (SUI)         | Марсель Хаккер (GER)            |
| 2004 Афины см. подробнее          | Олаф Туфте (NOR)         | Юри Яансон (EST)           | Иво Янакиев (BUL)               |
| 2008 Пекин см. подробнее          | Олаф Туфте (NOR)         | Ондржей Сынек (CZE)        | Махе Драйсдейл (NZL)            |
| 2012 Лондон см. подробнее         | Махе Драйсдейл (NZL)     | Ондржей Сынек (CZE)        | Алан Кэмпбелл (GBR)             |
| 2016 Рио-де-Жанейро см. подробнее | Махе Драйсдейл (NZL)     | Дамир Мартин (CRO)         | Ондржей Сынек (CZE)             |
| 2020 Токио см. подробнее          | Стефанос Дускос (GRE)    | Хьетиль Борш (NOR)         | Дамир Мартин (CRO)              |
| 2024 Париж см. подробнее          | Оливер Цайдлер (GER)     | Евгений Золотой (AIN)      | Симон ван Дорп (NED)            |
| 2028 Лос-Анджелес см. подробнее   |                          |                            |                                 |

### Двойка парная

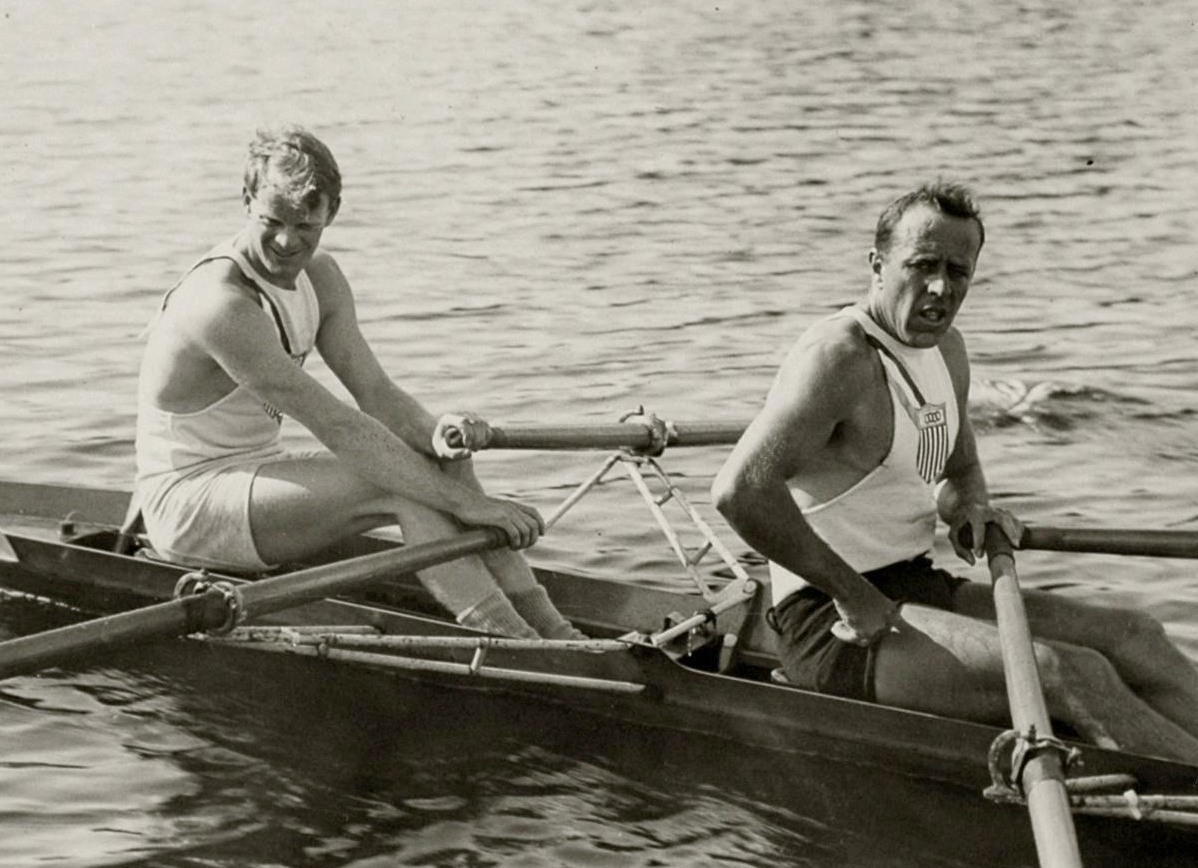
Пол Костелло и Чарльз Макилвейн выиграли золото на Играх 1928 года

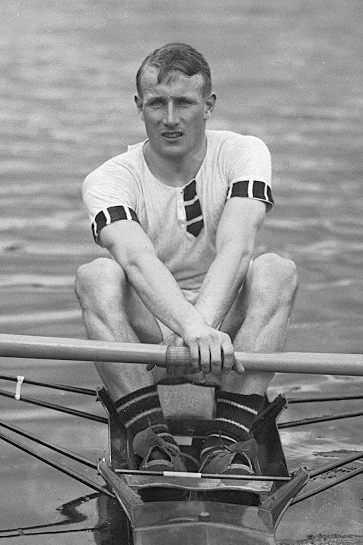
Британец Джек Бересфорд выиграл золото на Играх в Берлине в возрасте 37 лет

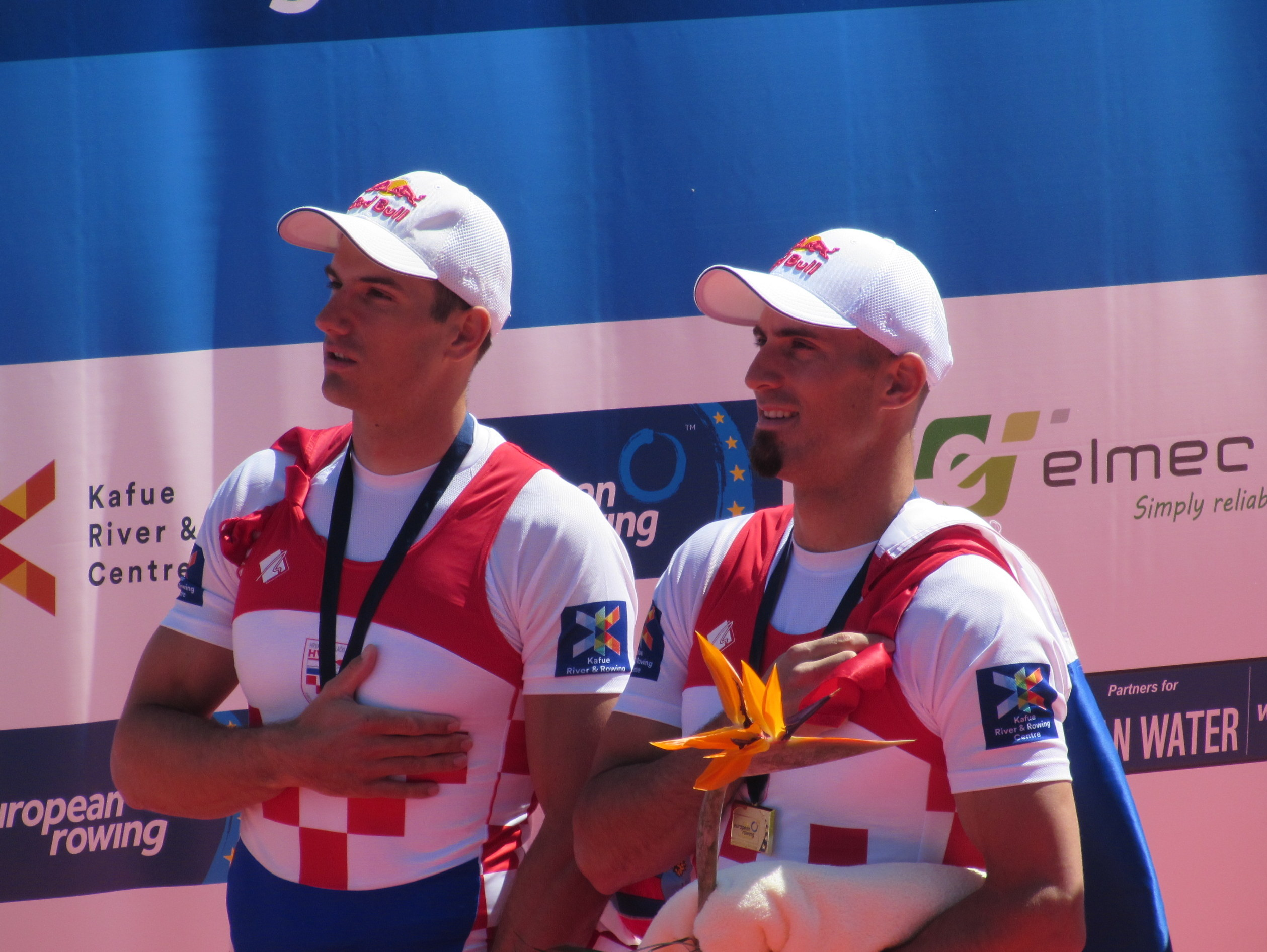
Братья Синковичи выиграли золото в 2016 году

Медали в двойках парных разыгрывались 26 раз. Американцы выигрывали 6 раз, у советских гребцов 4 победы. Пол Костелло побеждал трижды (1920, 1924, 1928), первые два раза с Джоном Келли-старшим. Победа Транкило Каппоццо и Эдуардо Герреро в 1952 году — единственное золото аргентинцев во всех видах спорта в XX веке.
|                                   | Золото                                          | Серебро                                     | Бронза                                          |
| 1904 Сент-Луис см. подробнее      | США · Уильям Варли · Джон Малкехи               | США · Джозеф Маклафлин · Джон Хобен         | США · Джозеф Раванак · Джон Уэллс               |
| 1920 Антверпен см. подробнее      | США · Пол Костелло · Джон Келли-ст.             | Италия · Пьетро Аннони · Эрминио Донес      | Франция · Гастон Жиран · Альфред Пле            |
| 1924 Париж см. подробнее          | США · Пол Костелло · Джон Келли-ст.             | Франция · Марк Деттон · Жан-Пьер Сток       | Швейцария · Рудольф Боссхард · Хайни Тома       |
| 1928 Амстердам см. подробнее      | США · Пол Костелло · Чарльз Макилвейн           | Канада · Джозеф Райт-мл. · Джек Гест        | Австрия · Лео Лозерт · Виктор Флессль           |
| 1932 Лос-Анджелес см. подробнее   | США · Уильям Гилмор · Кеннет Майерс             | Германия · Херберт Буц · Герхард Бётцелен   | Канада · Чарльз Пратт · Ноэль де Милль          |
| 1936 Берлин см. подробнее         | Великобритания · Джек Бересфорд · Дик Саутвуд   | Германия · Вилли Кайдель · Йоахим Пирш      | Польша · Ежи Уступский · Роджер Верей           |
| 1948 Лондон см. подробнее         | Великобритания · Ричард Бернелл · Берт Бушнелл  | Дания · Эббе Парснер · Оге Ларсен           | Уругвай · Вильям Джонс · Хуан Родригес          |
| 1952 Хельсинки см. подробнее      | Аргентина · Транкило Каппоццо · Эдуардо Герреро | СССР · Георгий Жилин · Игорь Емчук          | Уругвай · Мигель Сейхас · Хуан Родригес         |
| 1956 Мельбурн см. подробнее       | СССР · Юрий Тюкалов · Александр Беркутов        | США · Пэт Костелло · Джим Гардинер          | Австралия · Мюррей Райли · Мервин Вуд           |
| 1960 Рим см. подробнее            | Чехословакия · Вацлав Козак · Павел Шмидт       | СССР · Юрий Тюкалов · Александр Беркутов    | Швейцария · Эрнст Хюрлиман · Рольф Лархер       |
| 1964 Токио см. подробнее          | СССР · Олег Тюрин · Борис Дубровский            | США · Сеймор Кромуэлл · Джим Сторм          | Чехословакия · Владимир Андрс · Павел Гофман    |
| 1968 Мехико см. подробнее         | СССР · Анатолий Сасс · Александр Тимошинин      | Нидерланды · Харри Дрог · Лендерт ван Дис   | США · Джон Нанн · Билл Мар                      |
| 1972 Мюнхен см. подробнее         | СССР · Александр Тимошинин · Геннадий Коршиков  | Норвегия · Свейн Тёгерсен · Франк Хансен    | ГДР · Йоахим Бёмер · Ханс-Ульрих Шмид           |
| 1976 Монреаль см. подробнее       | Норвегия · Альф Хансен · Франк Хансен           | Великобритания · Крис Бейлью · Майкл Харт   | ГДР · Юрген Бертов · Ханс-Ульрих Шмид           |
| 1980 Москва см. подробнее         | ГДР · Йоахим Драйфке · Клаус Крёппелин          | Югославия · Зоран Панчич · Милорад Станулов | Чехословакия · Зденек Пецка · Вацлав Вохоска    |
| 1984 Лос-Анджелес см. подробнее   | США · Пол Энквист · Брэд Алан Льюис             | Бельгия · Пьер-Мари Делоф · Дик Круа        | Югославия · Зоран Панчич · Милорад Станулов     |
| 1988 Сеул см. подробнее           | Нидерланды · Роналд Флорейн · Нико Ринкс        | Швейцария · Беат Шверцман · Ули Боденман    | СССР · Александр Марченко · Василий Якуша       |
| 1992 Барселона см. подробнее      | Австралия · Питер Энтони · Стивен Хоукинс       | Австрия · Арнольд Йонке · Кристоф Цербст    | Нидерланды · Нико Ринкс · Хенк-Ян Зволле        |
| 1996 Атланта см. подробнее        | Италия · Агостино Аббаньяле · Давиде Тиццано    | Норвегия · Хьетиль Ундсет · Стеффен Стёрсет | Франция · Фредерик Коваль · Самюэль Барате      |
| 2000 Сидней см. подробнее         | Словения · Лука Шпик · Изток Чоп                | Норвегия · Олаф Туфте · Фредрик Беккен      | Италия · Джованни Калабрезе · Никола Сартори    |
| 2004 Афины см. подробнее          | Франция · Себастьен Вьейдан · Адриан Арди       | Словения · Лука Шпик · Изток Чоп            | Италия · Россано Гальтаросса · Алессио Сартори  |
| 2008 Пекин см. подробнее          | Австралия · Дэвид Кроушей · Скотт Бреннан       | Эстония · Тыну Эндрексон · Юрий Яансон      | Великобритания · Мэттью Уэллс · Стивен Роуботем |
| 2012 Лондон см. подробнее         | Новая Зеландия · Натан Коэн · Джозеф Салливан   | Италия · Алессио Сартори · Романо Баттисти  | Словения · Лука Шпик · Изток Чоп                |
| 2016 Рио-де-Жанейро см. подробнее | Хорватия · Мартин Синкович · Валент Синкович    | Литва · Миндаугас Гришконис · Саулюс Риттер | Норвегия · Хьетиль Борш · Олаф Туфте            |
| 2020 Токио см. подробнее          | Франция · Юго Бушерон · Маттьё Андродиас        | Нидерланды · Мелвин Твеллар · Стеф Брунинк  | Китай · Лю Чжиюй · Чжан Лян                     |
| 2024 Париж см. подробнее          | Румыния · Андрей Корня · Мариан Эначе           | Нидерланды · Мелвин Твеллар · Стеф Брунинк  | Ирландия · Даре Линч · Филип Дойл               |

### Четвёрка парная

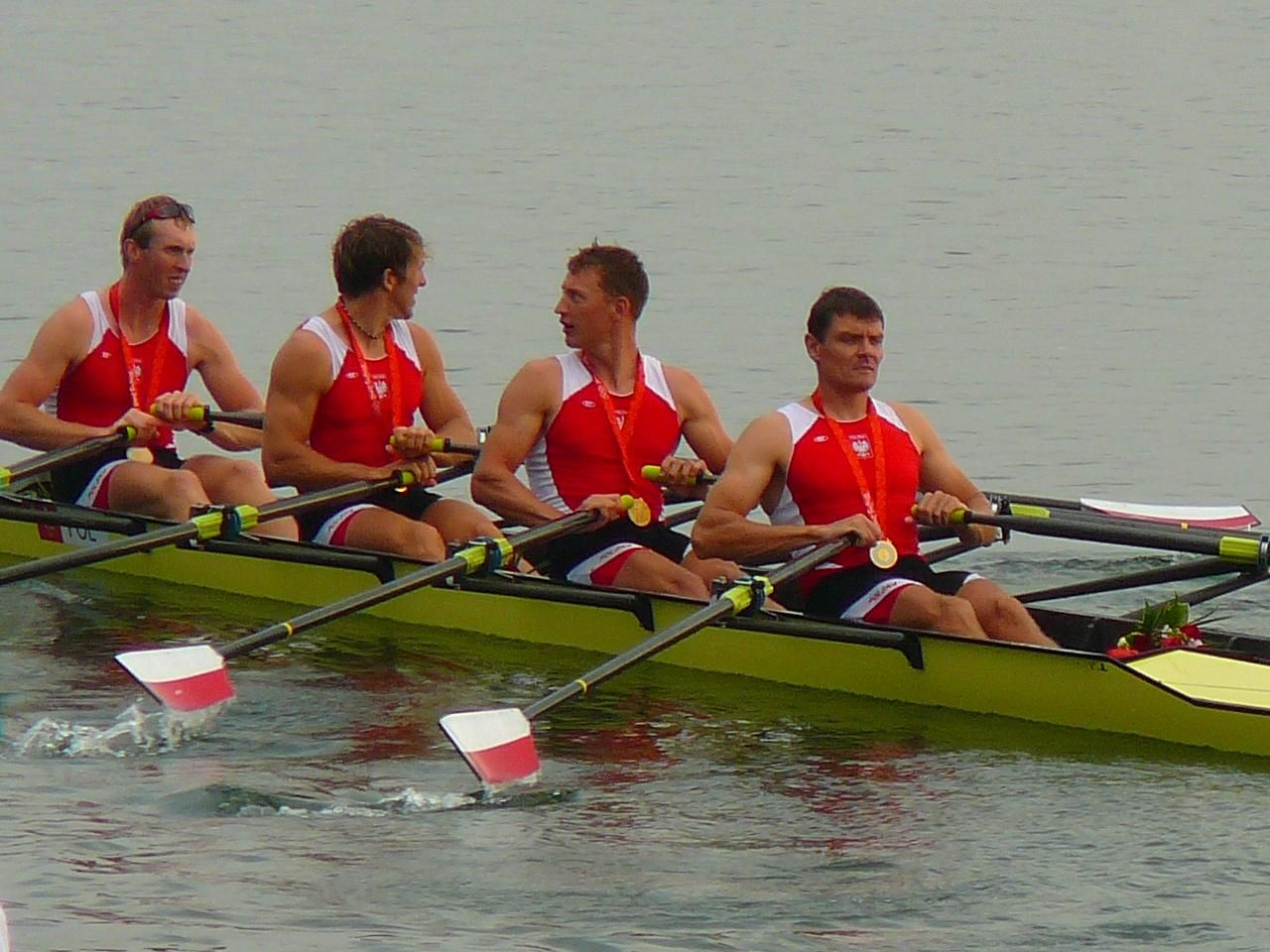
Сборная Польши — чемпионы летних Олимпийских игр 2008 года в соревнованиях четвёрок парных

Медали разыгрывались 12 раз на всех Играх, начиная с 1976 года. 7 раз побеждали немецкие гребцы (в том числе дважды гребцы ГДР). Две победы у итальянцев, при чём Агостино Аббаньяле побеждал с разницей в 12 лет (1988 и 2000).
|                                   | Золото                                                                                   | Серебро                                                                                    | Бронза                                                                               |
| 1976 Монреаль см. подробнее       | ГДР · Вольфганг Гюльденпфеннинг · Рюдигер Райхе · Карл-Хайнц Бусерт · Михаэль Вольфграмм | СССР · Евгений Дулеев · Юрий Якимов · Айвар Лаздениекс · Витаутас Буткус                   | Чехословакия · Ярослав Геллебранд · Владек Лацина · Зденек Пецка · Вацлав Вохоска    |
| 1980 Москва см. подробнее         | ГДР · Франк Дундр · Карстен Бунк · Уве Хеппнер · Мартин Винтер                           | СССР · Юрий Шапочка · Евгений Барбаков · Валерий Клешнёв · Николай Довгань                 | Болгария · Минчо Николов · Любомир Петров · Иво Русев · Богдан Добрев                |
| 1984 Лос-Анджелес см. подробнее   | ФРГ · Михаэль Дюрш · Альберт Хеддери · Раймунд Хёрман · Дитер Виденман                   | Австралия · Гэри Галлок · Энтони Ловрич · Тимоти Макларен · Пол Риди                       | Канада · Даг Хэмилтон · Майк Хьюз · Фил Монктон · Брюс Форд                          |
| 1988 Сеул см. подробнее           | Италия · Агостино Аббаньяле · Давиде Тидзано · Джанлука Фарина · Пьеро Поли              | Норвегия · Альф Хансен · Рольф Торсен · Ларс Бьённесс · Ветле Винье                        | ГДР · Йенс Кёппен · Штеффен Цюльке · Штеффен Богс · Хайко Хаберман                   |
| 1992 Барселона см. подробнее      | Германия · Андреас Хайек · Михаэль Штайнбах · Штефан Фолькерт · Андре Вилльмс            | Норвегия · Хьетиль Ундсет · Пер Сетерсдаль · Ларс Бьённесс · Рольф Торсен                  | Италия · Алессандро Корона · Джанлука Фарина · Россано Гальтаросса · Филиппо Соффичи |
| 1996 Атланта см. подробнее        | Германия · Андреас Хайек · Андре Штайнер · Штефан Фолькерт · Андре Вилльмс               | США · Тим Янг · Эрик Мюллер · Брайан Джемисон · Джейсон Гейлс                              | Австралия · Януш Хукер · Бо Хансон · Данкан Фри · Рональд Снук                       |
| 2000 Сидней см. подробнее         | Италия · Агостино Аббаньяле · Алессио Сартори · Россано Гальтаросса · Симоне Райнери     | Нидерланды · Йохем Верберн · Дирк Липпитс · Дидерик Симон · Михел Бартман                  | Германия · Марко Гайслер · Андреас Хайек · Штефан Волькерт · Андре Вилльмс           |
| 2004 Афины см. подробнее          | Россия · Сергей Федоровцев · Игорь Кравцов · Алексей Свирин · Николай Спинёв             | Чехия · Давид Копршива · Томаш Карас · Якуб Ганак · Давид Йирка                            | Украина · Сергей Гринь · Сергей Билоущенко · Олег Лыков · Леонид Шапошников          |
| 2008 Пекин см. подробнее          | Польша · Конрад Васелевский · Марек Кольбович · Михал Елиньский · Адам Король            | Италия · Лука Агаменнони · Симон Веньер · Россано Гальтаросса · Симоне Райнери             | Франция · Жонатан Кёффик · Жан-Пьер Пельтье · Жюльен Баэн · Седрик Берре             |
| 2012 Лондон см. подробнее         | Германия · Филипп Венде · Тим Громан · Лауриц Шоф · Карл Шульце                          | Хорватия · Давид Саин · Мартин Синкович · Дамир Мартин · Валент Синкович                   | Австралия · Кристофер Морган · Карстен Форстерлинг · Джеймс Макрей · Дэниел Нунэн    |
| 2016 Рио-де-Жанейро см. подробнее | Германия · Филипп Венде · Лауриц Шооф · Карл Шульце · Ханс Груне                         | Австралия · Карстен Форстерлинг · Александр Белоногофф · Камерон Гердлстон · Джеймс Макрей | Эстония · Андрей Ямся · Аллар Рая · Тыну Эндрексон · Каспар Таймсоо                  |
| 2020 Токио см. подробнее          | Нидерланды · Дирк Эйттенбогард · Абе Вирсма · Тоне Витен · Кун Метсемакерс               | Великобритания · Гарри Лиск · Ангус Грум · Том Баррас · Джек Бомонт                        | Австралия · Джек Клири · Калеб Антилл · Кэмерон Гёдлстон · Люк Летчер                |
| 2024 Париж см. подробнее          | Нидерланды · Леннарт ван Лироп · Финн Флорен · Тоне Витен · Кун Метсемакерс              | Италия · Лука Кьюменто · Лука Рамбальди · Андреа Паницца · Джакомо Джентили                | Польша · Доминик Чая · Матеуш Бискуп · Мирослав Зентарский · Фабиан Бараньский       |

### Двойка распашная без рулевого
|                                   | Золото                                          | Серебро                                                         | Бронза                                                                |
| 1904, Сент-Луис                   | США · Джозеф Райан · Роберт Фернем              | США · Уильям Варли · Джон Малкехи                               | США · Джозеф Бюргер · Джон Йохим                                      |
| 1908, Лондон                      | Великобритания · Гордон Томсон · Джон Феннинг   | Великобритания · Филипп Вердон · Джордж Фэрберн                 | Канада · Норви Джекс · Фредерик Томс                                  |
| 1908, Лондон                      | Великобритания · Гордон Томсон · Джон Феннинг   | Великобритания · Филипп Вердон · Джордж Фэрберн                 | Германия · Вилли Дюсков · Мартин Штанке                               |
| 1924, Париж                       | Нидерланды · Антони Бейнен · Вильгельм Рёзинг   | Франция · Морис Бутон · Жорж Пьо                                | Не присуждалась                                                       |
| 1928, Амстердам                   | Германия · Курт Мёштер · Бруно Мюллер           | Великобритания · Теренс О’Брайен · Роберт Нисбет                | США · Пол Макдауэлл · Джон Шмитт                                      |
| 1932, Лос-Анджелес                | Великобритания · Льюис Клайв · Хью Эдвардс      | Новая Зеландия · Сирил Стайлз · Фредерик Томпсон                | Польша · Хенрик Будзиньский · Ян Миколайчак                           |
| 1936, Берлин                      | Германия · Уго Штраус · Вилли Айххорн           | Дания · Харри Ларсен · Рихард Ольсен                            | Аргентина · Орасио Подеста · Хулио Курателья                          |
| 1948, Лондон                      | Великобритания · Джек Уилсон · Рэн Лори         | Швейцария · Ханс Кальт · Йозеф Кальт                            | Италия · Феличе Фанетти · Бруно Бони                                  |
| 1952, Хельсинки                   | США · Чарли Логг · Томас Прайс                  | Бельгия · Михел Кнёйсен · Роберт Батенс                         | Швейцария · Курт Шмид · Ханс Кальт                                    |
| 1956, Мельбурн                    | США · Джеймс Файфер · Дюваль Хехт               | СССР · Игорь Булдаков · Виктор Иванов                           | Австрия · Йозеф Клоимштайн · Альфред Загедер                          |
| 1960, Рим                         | СССР · Валентин Борейко · Олег Голованов        | Австрия · Йозеф Клоимштайн · Альфред Загедер                    | Финляндия · Вели Лехтеля · Тойми Питкянен                             |
| 1964, Токио                       | Канада · Джордж Хангерфорд · Роджер Джексон     | Нидерланды · Стевен Блайссе · Эрнст Венеманс                    | Объединённая германская команда · Михаэль Шван · Вольфганг Хоттенротт |
| 1968, Мехико                      | ГДР · Хайнц-Юрген Боте · Йорг Лукке             | США · Ларри Хаф · Тони Джонсон                                  | Дания · Петер Кристиансен · Иб Ларсен                                 |
| 1972, Мюнхен                      | ГДР · Зигфрид Брицке · Вольфганг Магер          | Швейцария · Хайнрих Фишер · Альфред Бахман                      | Нидерланды · Рул Рёйненбюрг · Рюд Стоквис                             |
| 1976, Монреаль                    | ГДР · Йорг Ландфойгт · Бернд Ландфойгт          | США · Кэлвин Коффи · Майк Стейнс                                | ФРГ · Петер ван Ройе · Томас Штраус                                   |
| 1980, Москва                      | ГДР · Бернд Ландфойгт · Йорг Ландфойгт          | СССР · Юрий Пименов · Николай Пименов                           | Великобритания · Чарльз Уиггин · Малкольм Кармайкл                    |
| 1984, Лос-Анджелес                | Румыния · Петру Йосуб · Валер Тома              | Испания · Фернандо Климент Уэрта · Луис Мария Ласуртеги Берриди | Норвегия · Ханс Магнус Грепперуд · Сверре Лёкен                       |
| 1988, Сеул                        | Великобритания · Энди Холмс · Стив Редгрейв     | Румыния · Драгош Нягу · Дэнуц Добре                             | Югославия · Боян Прешерн · Садик Муйкич                               |
| 1992, Барселона                   | Великобритания · Стив Редгрейв · Мэттью Пинсент | Германия · Колин фон Эттингсхаузен · Петер Хёльценбайн          | Словения · Изток Чоп · Денис Жвегель                                  |
| 1996 Атланта см. подробнее        | Великобритания · Стив Редгрейв · Мэттью Пинсент | Австралия · Давид Уэйтман · Роберт Скотт                        | Франция · Мишель Андрьё · Жан-Кристоф Роллан                          |
| 2000 Сидней см. подробнее         | Франция · Мишель Андрьё · Жан-Кристоф Роллан    | США · Эдвард Мёрфи · Себастьян Би                               | Австралия · Мэттью Лонг · Джеймс Томкинс                              |
| 2004 Афины см. подробнее          | Австралия · Дрю Гинн · Джеймс Томкинс           | Хорватия · Синиша Скелин · Никша Скелин                         | ЮАР · Донован Чех · Рамон ди Клементе                                 |
| 2008 Пекин см. подробнее          | Австралия · Дрю Гинн · Данкан Фри               | Канада · Дэвид Колдер · Скотт Франдсен                          | Новая Зеландия · Натан Туэддл · Джордж Бриджуотер                     |
| 2012 Лондон см. подробнее         | Новая Зеландия · Эрик Маррей · Хэмиш Бонд       | Франция · Жермен Шарден · Дориан Мортелетт                      | Великобритания · Джордж Нэш · Уильям Сэтч                             |
| 2016 Рио-де-Жанейро см. подробнее | Новая Зеландия · Эрик Маррей · Хэмиш Бонд       | ЮАР · Лоуренс Бриттейн · Шон Килинг                             | Италия · Джованни Абаньяле · Марко Ди Костанцо                        |
| 2020 Токио см. подробнее          | Хорватия · Мартин Синкович · Валент Синкович    | Румыния · Мариус Козмюк · Чиприан Тудосэ                        | Дания · Фредерик Вюставель · Йоахим Суттон                            |
| 2024 Париж см. подробнее          | Хорватия · Мартин Синкович · Валент Синкович    | Великобритания · Оливер Уинн-Гриффит · Томас Джордж             | Швейцария · Роман Рёёсли · Андрин Гулич                               |

### Четвёрка распашная без рулевого
| Игры                              | Золото                                                                               | Серебро                                                                                          | Бронза                                                                               |
| 1904 Сент-Луис см. подробнее      | США · Джордж Дитц · Альберт Несс · Артур Штокхофф · Август Эркер                     | США · Майкл Бигли · Фредерик Сюриг · Мартин Фроменек · Чарльз Эмен                               | США · Густав Ворг · Фрэнк Даммерт · Джон Фрайтаг · Луис Хельм                        |
| 1908 Лондон см. подробнее         | Великобритания · Джеймс Гиллен · Кольер Кадмор · Дункан Маккиннон · Джон Сомерс-Смит | Великобритания · Гарольд Баркер · Гордон Томсон · Филипп Филлол · Джон Феннинг                   | Канада · Гордон Белфор · Беше Гейл · Чарльз Ридди · Джеффри Тейлор                   |
| 1908 Лондон см. подробнее         | Великобритания · Джеймс Гиллен · Кольер Кадмор · Дункан Маккиннон · Джон Сомерс-Смит | Великобритания · Гарольд Баркер · Гордон Томсон · Филипп Филлол · Джон Феннинг                   | Нидерланды · Йохан Бурк · Альбертус Вилсма · Бернардус Крон · Германнус Хёфте        |
| 1924 Париж см. подробнее          | Великобритания                                                                       | Канада                                                                                           | Швейцария                                                                            |
| 1928 Амстердам                    | Великобритания                                                                       | США                                                                                              | Италия                                                                               |
| 1932 Лос-Анджелес                 | Великобритания                                                                       | Германия                                                                                         | Италия                                                                               |
| 1936 Берлин                       | Германия                                                                             | Великобритания                                                                                   | Швейцария                                                                            |
| 1948 Лондон                       | Италия                                                                               | Дания                                                                                            | США                                                                                  |
| 1952 Хельсинки                    | Югославия                                                                            | Франция                                                                                          | Финляндия                                                                            |
| 1956 Мельбурн                     | Канада                                                                               | США                                                                                              | Франция                                                                              |
| 1960 Рим                          | США · Артур Эро · Тед Нэш · Джон Сейр · Расти Уэйлз                                  | Италия · Туллио Баралья · Ренато Бозатта · Джанкарло Кроста · Джузеппе Галанте                   | СССР · Игорь Ахремчик · Юрий Бачуров · Валентин Морковкин · Анатолий Тарабрин        |
| 1964 Токио                        | Дания                                                                                | Великобритания                                                                                   | США                                                                                  |
| 1968 Мехико                       | ГДР ·                                                                                | Венгрия ·                                                                                        | Италия                                                                               |
| 1972 Мюнхен                       | ГДР ·                                                                                | Новая Зеландия ·                                                                                 | ФРГ ·                                                                                |
| 1976 Монреаль                     | ГДР ·                                                                                | Норвегия ·                                                                                       | СССР · Рауль Арнеманн · Николай Кузнецов · Валерий Долинин · Анушаван Гасан-Джалалов |
| 1980 Москва см. подробнее         | ГДР ·                                                                                | СССР · Виталий Елисеев · Александр Кулагин · Валерий Долинин · Алексей Камкин                    | Великобритания ·                                                                     |
| 1984 Лос-Анджелес                 | Новая Зеландия · Лес О’Коннелл · Шейн О’Брайен · Конрад Робертсон · Кит Траск        | США · Дэвид Кларк · Алан Форни · Джонатан Смит · Филлип Стекл                                    | Дания · Михаэль Йессен · Ларс Нильсен · Пер Расмуссен · Эрик Кристиансен             |
| 1988 Сеул                         | ГДР · Роланд Шрёдер · Ральф Брудель · Олаф Фёрстер · Томас Грайнер                   | США · Рауль Родригес · Томас Борер · Ричард Кеннелли · Дэвид Крмпотич                            | ФРГ · Гуидо Грабов · Фолькер Грабов · Норберт Кесслой · Игор Путтлиц                 |
| 1992 Барселона                    | Австралия · Эндрю Купер · Николас Грин · Майк Маккей · Джеймс Томкинс                | США · Джеффри Маклафлин · Даг Бёрден · Томас Борер · Патрик Мэннинг                              | Словения · Милан Янша · Садик Муйкич · Сашо Мирьянич · Янез Клеменчич                |
| 1996 Атланта см. подробнее        | Австралия · Николас Грин · Дрю Гинн · Джеймс Томкинс · Майк Маккей                   | Франция · Бертран Вектен · Оливье Монселе · Даниэль Фоше · Жиль Боске                            | Великобритания · Грег Сёрл · Джонни Сёрл · Руперт Обхольцер · Тим Фостер             |
| 2000 Сидней см. подробнее         | Великобритания · Джеймс Крэкнелл · Стив Редгрейв · Тим Фостер · Мэтью Пинсент        | Италия · Вальтер Молеа · Риккардо Дей Росси · Лоренцо Карбончини · Карло Морнати                 | Австралия · Джеймс Стюарт · Бен Додуэлл · Джеффри Стюарт · Бо Хансон                 |
| 2004 Афины см. подробнее          | Великобритания · Стив Уильямс · Джеймс Крэкнелл · Эд Куд · Мэтью Пинсент             | Канада · Камерон Бирг · Томас Хершмиллер · Джейк Ветцель · Барни Уильямс                         | Италия · Лоренцо Порцио · Дарио Дентале · Лука Агаменнони · Рафаэлло Леонардо        |
| 2008 Пекин см. подробнее          | Великобритания · Том Джеймс · Стив Уильямс · Пит Рид · Эндрю Триггз-Ходж             | Австралия · Мэтт Райан · Джеймс Марбург · Кэмерон Маккензи-Макхарг · Фрэнсис Хегерти             | Франция · Жюльен Депре · Бенжамен Рондо · Жермен Шарден · Дориан Мортелетт           |
| 2012 Лондон см. подробнее         | Великобритания · Алекс Грегори · Том Джеймс · Пит Рид · Эндрю Триггз-Ходж            | Австралия · Джошуа Данкли-Смит · Дрю Гинн · Уильям Локвуд · Джеймс Чэпмен                        | США · Скотт Голт · Чарли Коул · Гленн Очал · Хенрик Руммель                          |
| 2016 Рио-де-Жанейро см. подробнее | Великобритания · Алекс Грегори · Мохамед Сбихи · Джордж Нэш · Константин Лулудис     | Австралия · Уильям Локвуд · Джошуа Данкли-Смит · Джошуа Бут · Александр Хилл                     | Италия · Доминико Монтроне · Маттео Кастальдо · Маттео Лодо · Джузеппе Вичино        |
| 2020 Токио см. подробнее          | Австралия · Александр Пернелл · Спенсер Террин · Джек Харгривз · Александр Хилл      | Румыния · Михэйцэ Василе Цигэнеску · Мугурел Семчук · Штефан Константин Берариу · Космин Паскари | Италия · Маттео Кастальдо · Марко Ди Костанцо · Маттео Лодо · Джузеппе Вичино        |
| 2024 Париж см. подробнее          | США · Ник Мид · Джастин Бест · Майкл Грейди · Лиам Корриган                          | Новая Зеландия · Олли Маклин · Логан Ульрих · Томас Мюррей · Мэтт Макдональд                     | Великобритания · Оливер Уилкс · Дэвид Амблер · Мэтт Олдридж · Фредди Дэвидсон        |

### Восьмёрка
|                                   | Золото | Серебро | Бронза |
| 1900, Париж                       | Джон Гайгер Гарри Дебекке Джеймс Джувенал Уильям Карр Роско Локвуд Эдвард Марш Эдвин Хидли Джон Эксли Луис Абель США                                                           | Жюль де Бишо Проспер Бруггеман Морис Вердонк Оскар де Кок Марсель ван Кромбрюгге Франк Одберг Оскар де Сомвиль Морис Хемельсот Альфред ван Ландегем Бельгия                        | Франсуа Брандт Йоханнес ван Дейк Релоф Кляйн Руурд Леегстра Вальтер Миддельберг Хендрик Офферхаус Вальтер Тейссен Хенрикус Тромп Германус Брокман Нидерланды                                        |
| 1904, Сент-Луис                   | Чарльз Армстронг Майкл Глисон Джозеф Демпси Фредерик Крессер Гарри Лотт Джеймс Флэнаган Фрэнк Шелл Джон Эксли Луис Абель США                                                   | Артур Бейли Филипп Бойд Дональд Мак-Кензи Уильям Райс Джозеф Райт Джордж Райффенштайн Джордж Стрейндж, Уильям Уодсворт Томас Лаудон Канада                                         | — |
| 1908, Лондон                      | Генри Бакнелл Альберт Гладстон Чарльз Бёрнелл Баннер Джонстон Фредерик Келли Гай Никаллс Рональд Сандерсон Реймонд Этерингтон-Смит Гилхрист Маклеген Великобритания            | Полидор Вейрман Франсуа Вергухт Жорж Мийс Марсель Моримон Реми Орбан Родольф Пома Оскар де Сомвиль Оскар Талман Альфред ван Ландегем Бельгия                                       | Джон Бёрн Генри Голдсмит Фрэнк Джервуд Освальд Карвер Гарольд Кичинг Эрик Пауэлл Дуглас Стюарт Эдвард Уильямс Ричард Бойль Великобритания                                                           |
| 1908, Лондон                      | Генри Бакнелл Альберт Гладстон Чарльз Бёрнелл Баннер Джонстон Фредерик Келли Гай Никаллс Рональд Сандерсон Реймонд Этерингтон-Смит Гилхрист Маклеген Великобритания            | Полидор Вейрман Франсуа Вергухт Жорж Мийс Марсель Моримон Реми Орбан Родольф Пома Оскар де Сомвиль Оскар Талман Альфред ван Ландегем Бельгия                                       | Гордон Белфор Беше Гейл Уолтер Льюис Джозеф Райт Чарльз Ридди Ирвин Робертсон Джеффри Тейлор Юлиус Томсон Дуглас Кертланд Канада                                                                    |
| 1912, Стокгольм                   | Великобритания | Великобритания | Германия |
| 1920, Антверпен                   | США | Великобритания | Норвегия |
| 1924, Париж                       | США | Канада | Италия |
| 1928, Амстердам                   | США | Великобритания | Канада |
| 1932, Лос-Анджелес                | США | Италия | Канада |
| 1936, Берлин                      | США | Германия | Италия |
| 1948, Лондон                      | США | Великобритания | Норвегия |
| 1952, Хельсинки                   | США | СССР | Австралия |
| 1956, Мельбурн                    | США | Канада | Австралия |
| 1960, Рим                         | Объединённая германская команда | Канада | Чехословакия |
| 1964, Токио                       | США | Объединённая германская команда | Чехословакия |
| 1968, Мехико                      | ФРГ | Австралия | СССР |
| 1972, Мюнхен                      | Новая Зеландия | США | ГДР |
| 1976, Монреаль                    | ГДР | Великобритания | Новая Зеландия |
| 1980, Москва                      | ГДР | Великобритания | СССР |
| 1984, Лос-Анджелес                | Канада · Блэр Хорн · Дин Кроуфорд · Майкл Эванс · Пол Стил · Грант Мейн · Марк Эванс · Кевин Ньюфелд · Патрик Тёрнер · Брайан Макмэн (рулевой)                                 | США · Чип Лубсен · Эндрю Саддат · Джон Тервиллиджер · Кристофер Пенни · Том Дарлинг · Фред Борчелт · Чарльз Клапп · Брюс Иббетсон · Боб Джогстеттер (рулевой)                      | Австралия · Джеймс Баттерсби · Иан Эдмундс · Стивен Эванс · Клайд Хефер · Крэйг Мюллер · Сэмюэль Паттон · Ион Попа · Тим Виллуби · Гэвин Тредголд (рулевой)                                         |
| 1988, Сеул                        | ФРГ · Бане Рабе · Экхардт Шульц · Ансгар Весслинг · Вольфганг Менниг · Маттиас Меллингхаус · Томас Мёлленкамп · Томас Домиан · Армин Айххольц · Манфред Кляйн (рулевой)        | СССР · Вениамин Бут · Николай Комаров · Василий Тихонов · Александр Думчев · Павел Гурковский · Виктор Дидук · Виктор Омельянович · Андрей Васильев · Александр Лукьянов (рулевой) | США · Майк Тети · Джонатан Смит · Тед Паттон · Джек Рашер · Питер Норделл · Джеффри Маклафлин · Даг Бёрден · Джон Пескаторе · Сет Бауэр (рулевой)                                                   |
| 1992, Барселона                   | Канада · Даррен Барбер · Эндрю Кросби · Майкл Форжерон · Роберт Марленд · Дерек Портер · Майкл Рашер · Брюс Робертсон · Джон Уоллес · Терренс Пол (рулевой)                    | Румыния · Юлика Руйкан · Виорел Талапан · Василе Нэстасе · Клаудиу Марин · Дэнуц Добре · Валентин Робу · Василе Мэстэкан · Йоан Визитю · Марин Георге (рулевой)                    | Германия · Роланд Бар · Армин Айхольц · Детлеф Кирхгофф · Бане Рабе · Франк Рихтер · Ганс Зенневальд · Торстен Штреппельхофф · Ансгар Весслинг · Манфред Кляйн (рулевой)                            |
| 1996, Атланта                     | Нидерланды · Кос Масдейк · Роналд Флорейн · Йерун Дёйстер · Мичил Бартман · Хенк-Ян Зволле · Нилс ван дер Зван · Нилс Ван Стенис · Дидерик Симон · Нико Ринкс                  | Германия · Марк Кляйншмидт · Детлеф Кирхгофф · Вольфрам Хун · Роланд Бар · Марк Вебер · Ульрих Виферс · Петер Тиде · Торстен Штреппельхофф · Франк Рихтер                          | Россия · Павел Мельников · Андрей Глухов · Антон Чермашенцев · Александр Лукьянов · Николай Аксёнов · Дмитрий Розинкевич · Сергей Матвеев · Роман Монченко · Владимир Володенков · Владимир Соколов |
| 2000 Сидней см. подробнее         | Великобритания · Луи Аттрилл · Саймон Деннис · Роули Дуглас · Лука Грубор · Бен Хант-Дэвис · Эндрю Линдсэй · Фред Скарлетт · Стив Трэпмор · Киран Вест                         | Австралия · Ник Порциг · Кристиан Райан · Стюарт Уэлш · Бретт Хаймен · Роберт Ярлинг · Майк Маккей · Даниэль Бурк · Хайме Фернандес · Элистер Гордон                               | Хорватия · Игор Францетич · Тихомир Франкович · Томислав Смольянович · Никша Скелин · Синиша Скелин · Крешимир Чульяк · Игор Бораска · Бранимир Вуевич · Сильвиё Петришко                           |
| 2004 Афины см. подробнее          | США · Джейсон Рид · Уайетт Аллен · Крис Аренс · Джозеф Хансен · Мэтт Дикин · Дэн Бири · Бо Хупмен · Брайан Вольпенхайн · Пит Чиполлоне                                         | Нидерланды · Маттейс Велленга · Гейс Вермулен · Ян-Виллем Габриэльс · Даниел Менч · Герт-Ян Дерксен · Герритьян Эггенкамп · Дидерик Симон · Михел Бартман · Чунь Вэй Чон           | Австралия · Стефан Щуровский · Стюарт Ресайд · Стюарт Уэлч · Джеймс Стюарт · Джеффри Стюарт · Бо Хансон · Майк Маккей · Стивен Стюарт · Майкл Тун                                                   |
| 2008 Пекин см. подробнее          | Канада · Кевин Лайт · Бен Ратледж · Эндрю Бирнс · Джейк Ветцель · Малкольм Ховард · Доминик Сейтерль · Адам Крик · Кайл Хэмилтон · Брайан Прайс                                | Великобритания · Алекс Партридж · Том Столлард · Том Люси · Ричард Эджингтон · Джош Уэст · Аластер Хиткот · Мэтт Лэнгридж · Колин Смит · Эйсер Нетеркотт                           | США · Бо Хупмен · Мэтт Шнобрич · Майка Бойд · Уайетт Аллен · Дэниел Уолш · Стивен Коппола · Джош Инман · Брайан Вольпенхайн · Маркус Макэлхенни                                                     |
| 2012 Лондон см. подробнее         | Германия · Филип Адамски · Кристоф Вильке · Эрик Йоханнесен · Андреас Куффнер · Флориан Менниген · Лукас Мюллер · Максимилиан Райнельт · Рихард Шмидт · Мартин Зауэр (рулевой) | Канада · Эндрю Бирнс · Гейбриел Берген · Джеремайя Браун · Роберт Гибсон · Уилл Крозерс · Даглас Чима · Конлин Маккейб · Малкольм Ховард · Брайан Прайс (рулевой)                  | Великобритания · Ричард Эджингтон · Константин Лулудис · Мэтт Лэнгридж · Алекс Партридж · Том Рэнсли · Мохамед Сбихи · Грег Сирл · Джеймс Фоад · Филан Хилл (рулевой)                               |
| 2016 Рио-де-Жанейро см. подробнее | Великобритания · Пол Беннетт · Скотт Дюрант · Мэтт Готрел · Мэтт Лэнгридж · Том Рэнсли · Пит Рид · Уильям Сэтч · Эндрю Триггз-Ходж · Филан Хилл (рулевой)                      | Германия · Максимилиан Мунски · Мальте Якшик · Андреас Куффнер · Эрик Йоханнесен · Максимилиан Райнельт · Феликс Драхотта · Рихард Шмидт · Ханнес Оцик · Мартин Зауэр (рулевой)    | Нидерланды · Дирк Эйттенбогард · Боаз Мейлинк · Кай Хендрикс · Будевейн Рёэлл · Оливир Сигелар · Тоне Витен · Мехил Верслёйс · Петер Вирсум · Роберт Люккен (рулевой)                               |
| 2020 Токио см. подробнее          | Новая Зеландия · Том Макинтош · Хэмиш Бонд · Том Маррей · Майкл Брейк · Дэн Уильямсон · Филлип Уилсон · Шон Киркем · Мэтт Макдональд · Сэм Босуорт (рулевой)                   | Германия · Йоханнес Вайссенфельд · Лауритс Фоллерт · Олаф Роггензак · Торбен Йоханнесен · Якоб Шнайдер · Мальте Якшик · Рихард Шмидт · Ханнес Оцик · Мартин Зауэр (рулевой)        | Великобритания · Джош Бугайски · Джейкоб Доусон · Томас Джордж · Мохамед Сбихи · Чарльз Элвз · Оливер Уинн-Гриффит · Джеймс Рудкин · Томас Форд · Хенри Филдмен (рулевой)                           |
| 2024 Париж см. подробнее          | Великобритания · | Нидерланды · | США · |

## Исключённые дисциплины

### Двойка с рулевым

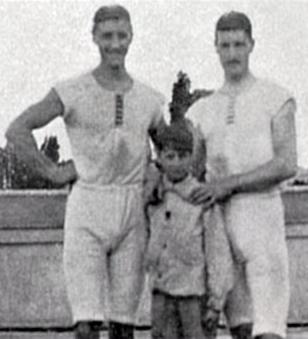
Олимпийские чемпионы 1900 года Франсуа Брандт и Рулоф Клейн после финального заезда и неизвестный французский мальчик, который был рулевым экипажа

| Игры                         | Золото                                                                                              | Серебро                                                                       | Бронза                                                                 |
| 1900 Париж см. подробнее     | Смешанная команда · Франсуа Брандт · Рулоф Клейн · Германус Брокман (рулевой) · неизвестный рулевой | Франция · Люсьен Мартине · Рене Валефф · неизвестный рулевой                  | Франция · Карлос Дельтур · Антуан Ведренн · Рауль Паоли (рулевой)      |
| 1920 Антверпен см. подробнее | Италия · Эрколе Ольджени · Джованни Скаттурин · Гвидо Де Филип (рулевой)                            | Франция · Габриэль Пуа · Морис Бутон · Эрнест Барберолль (рулевой)            | Швейцария · Эдуар Кандево · Альфред Фельбер · Поль Пьяже (рулевой)     |
| 1924 Париж                   | Швейцария ·                                                                                         | Италия ·                                                                      | США ·                                                                  |
| 1928 Амстердам               | Швейцария ·                                                                                         | Франция ·                                                                     | Бельгия ·                                                              |
| 1932 Лос-Анджелес            | США ·                                                                                               | Польша ·                                                                      | Франция ·                                                              |
| 1936 Берлин                  | Германия ·                                                                                          | Италия ·                                                                      | Франция ·                                                              |
| 1948 Лондон                  | Дания ·                                                                                             | Италия ·                                                                      | Венгрия ·                                                              |
| 1952 Хельсинки               | Франция ·                                                                                           | Германия ·                                                                    | Дания ·                                                                |
| 1956 Мельбурн                | США ·                                                                                               | Объединённая германская команда ·                                             | СССР · Игорь Емчук · Георгий Жилин · Владимир Петров (рулевой)         |
| 1960 Рим                     | Объединённая германская команда ·                                                                   | СССР · Антанас Багдонавичюс · Зигмас Юкна · Игорь Рудаков (рулевой)           | США ·                                                                  |
| 1964 Токио                   | США ·                                                                                               | Франция                                                                       | Нидерланды                                                             |
| 1968 Мехико                  | Италия · Примо Баран · Ренцо Самбо · Бруно Чиполла (рулевой)                                        | Нидерланды                                                                    | Дания                                                                  |
| 1972 Мюнхен                  | ГДР ·                                                                                               | Чехословакия ·                                                                | Румыния ·                                                              |
| 1976 Монреаль                | ГДР · Харальд Ерлинг · Фридрих-Вильхельм Ульрих · Георг Шпор (рулевой)                              | СССР · Дмитрий Бехтерев · Юрий Шуркалов · Юрий Лоренцсон (рулевой)            | Чехословакия ·                                                         |
| 1980 Москва см. подробнее    | ГДР · Харальд Ерлинг · Фридрих-Вильхельм Ульрих · Георг Шпор (рулевой)                              | СССР · Виктор Переверзев · Геннадий Крючкин · Александр Лукьянов (рулевой)    | Югославия ·                                                            |
| 1984 Лос-Анджелес            | Италия · Кармине Аббаньяле · Джузеппе Аббаньяле · Джузеппе ди Капуа (рулевой)                       | Румыния · Димитрие Попеску · Василе Томоягэ · Думитру Рэдукану (рулевой)      | США · Роберт Эспесет · Кевин Стилл · Даг Херланд (рулевой)             |
| 1988 Сеул                    | Италия · Кармине Аббаньяле · Джузеппе Аббаньяле · Джузеппе ди Капуа (рулевой)                       | ГДР · Марио Штрайт · Детлеф Кирхофф · Рене Ренш (рулевой)                     | Великобритания · Энди Холмс · Стив Редгрейв · Патрик Суини (рулевой)   |
| 1992 Барселона               | Великобритания · Грег Сёрл · Джонни Сёрл · Гарри Херберт (рулевой)                                  | Италия · Кармине Аббаньяле · Джузеппе Аббаньяле · Джузеппе ди Капуа (рулевой) | Румыния · Димитрие Попеску · Николае Цага · Думитру Рэдукану (рулевой) |

### Двойка парная (лёгкий вес)
Медали в двойках парных (лёгкий вес) разыгрывались на 8 Олимпийских играх с 1996 по 2024 годы. По две победы одержали поляки Томаш Кухарский и Роберт Сыч (2000 и 2004) и ирландцы Финтан Маккарти и Пол О’Донован (2020 и 2024).
|                                   | Золото                                       | Серебро                                              | Бронза                                          |
| 1996 Атланта см. подробнее        | Швейцария · Маркус Гир · Михаэль Гир         | Нидерланды · Мартен ван дер Линден · Пепейн Ардевейн | Австралия · Энтони Эдвардс · Брюс Хик           |
| 2000 Сидней см. подробнее         | Польша · Томаш Кухарский · Роберт Сыч        | Италия · Элия Луини · Леонардо Петтинари             | Франция · Паскаль Турон · Тибо Шапель           |
| 2004 Афины см. подробнее          | Польша · Томаш Кухарский · Роберт Сыч        | Франция · Фредерик Дюфур · Паскаль Турон             | Греция · Василиос Полимерос · Николас Скиафитис |
| 2008 Пекин см. подробнее          | Великобритания · Зак Пёрчейз · Марк Хантер   | Греция · Димитриос Мугиос · Василиос Полимерос       | Дания · Мадс Расмуссен · Расмус Квист Хансен    |
| 2012 Лондон см. подробнее         | Дания · Мадс Расмуссен · Расмус Квист Хансен | Великобритания · Зак Пёрчейз · Марк Хантер           | Новая Зеландия · Сторм Уру · Питер Тейлор       |
| 2016 Рио-де-Жанейро см. подробнее | Франция · Жереми Азу · Пьер Уэн              | Ирландия · Гэри О’Донован · Пол О’Донован            | Норвегия · Кристоффер Брун · Аре Страндли       |
| 2020 Токио см. подробнее          | Ирландия · Финтан Маккарти · Пол О’Донован   | Германия · Йонатан Роммельман · Джейсон Осборн       | Италия · Стефано Оппо · Пьетро Рута             |
| 2024 Париж см. подробнее          | Ирландия · Финтан Маккарти · Пол О’Донован   | Италия · Стефано Оппо · Габриэл Соарес               | Греция · Ант. Папаконстантину · Петрос Гайдацис |

### Четвёрка с рулевым

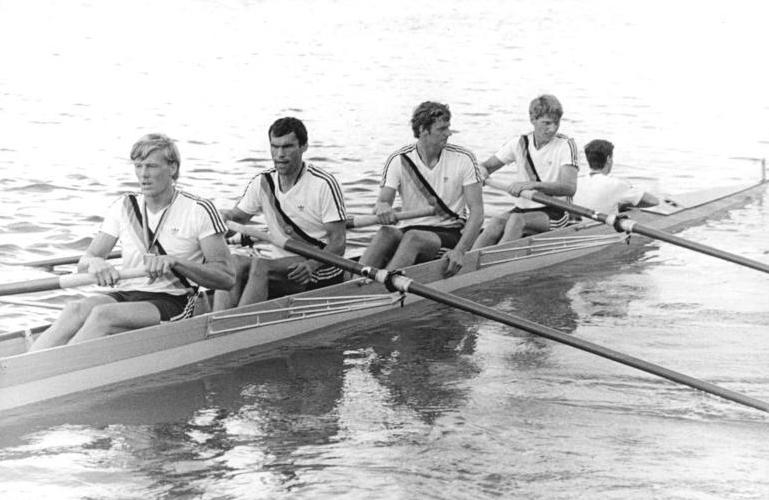
Сборная ГДР — чемпионы летних Олимпийских игр 1988 года

| Игры                         | Золото                                                                                                 | Серебро                                                                                              | Бронза                                                                                            |
| 1900 Париж см. подробнее     | Франция · Анри Азбрук · Анри Букер · Эмиль Дельшамбр · Жан Ко · Шарло                                  | Франция · Эмиль Вегелен · Жорж Люмп · Шарль Перрен · Даниэль Субейран · неизвестный рулевой          | Германия · Вильгельм Карстенс · Юлиус Кёрнер · Адольф Мёллер · Хуго Рюстер · Густав Мотс          |
| 1900 Париж см. подробнее     | Германия · Густав Госслер · Оскар Госслер · Вальтер Катценштайн · Вальдемар Титгенс · Карл Госслер     | Нидерланды · Герхард Лотси · Пауль Лотси · Йоханнес Тервогт · Конрад Хибендал · Германус Брокман     | Германия · Герман Вилькер · Карл Леле · Эрнст Фелле · Отто Фиккайзен · Франц Крёверат             |
| 1912 Стокгольм см. подробнее | Германия ·                                                                                             | Великобритания ·                                                                                     | Дания ·                                                                                           |
| 1920 Антверпен см. подробнее | Швейцария ·                                                                                            | США ·                                                                                                | Норвегия ·                                                                                        |
| 1924 Париж                   | Швейцария                                                                                              | Франция                                                                                              | США                                                                                               |
| 1928 Амстердам               | Италия                                                                                                 | Швейцария                                                                                            | Польша                                                                                            |
| 1932 Лос-Анджелес            | Германия                                                                                               | Италия                                                                                               | Польша                                                                                            |
| 1936 Берлин                  | Германия                                                                                               | Швейцария                                                                                            | Франция                                                                                           |
| 1948 Лондон                  | США | Швейцария                                                                                            | Дания                                                                                             |
| 1952 Хельсинки               | Чехословакия                                                                                           | Швейцария                                                                                            | США                                                                                               |
| 1956 Мельбурн                | Италия                                                                                                 | Швеция                                                                                               | Финляндия                                                                                         |
| 1960 Рим                     | Объединённая команда Германии                                                                          | Франция                                                                                              | Италия                                                                                            |
| 1964 Токио                   | Объединённая команда Германии                                                                          | Италия                                                                                               | Нидерланды                                                                                        |
| 1968 Мехико                  | Новая Зеландия ·                                                                                       | ГДР                                                                                                  | Швейцария                                                                                         |
| 1972 Мюнхен                  | ФРГ ·                                                                                                  | ГДР                                                                                                  | Чехословакия ·                                                                                    |
| 1976 Монреаль                | СССР                                                                                                   | ГДР                                                                                                  | ФРГ ·                                                                                             |
| 1980 Москва                  | ГДР | СССР                                                                                                 | Польша ·                                                                                          |
| 1984 Лос-Анджелес            | Великобритания · Ричард Баджетт · Мартин Кросс · Энди Холмс · Стив Редгрейв · Эдриан Эллисон (рулевой) | США · Майкл Бах · Эдвард Айвз · Томас Кифер · Грегори Спрингер · Джон Стиллингс (рулевой)            | Новая Зеландия · Кевин Лотон · Барри Мабботт · Дон Саймон · Росс Тонг · Бретт Холлистер (рулевой) |
| 1988 Сеул                    | ГДР · Бернд Низекке · Хендрик Райхер · Карстен Шмелинг · Бернд Айхвурцель · Франк Клавонн              | Румыния · Димитрие Попеску · Иоан Снеп · Василе Томоягэ · Ладислау Ловренши · Валентин Робу          | Новая Зеландия · Крис Уайт · Иан Райт · Эндрю Бёрд · Грег Джонстон · Джордж Кейс                  |
| 1992 Барселона см. подробнее | Румыния · Юлика Руйкан · Виорел Талапан · Димитрие Попеску · Николае Цага · Думитру Рэдукану (рулевой) | Германия · Ральф Брудель · Уве Келльнер · Торальф Петерс · Карстен Фингер · Хендрик Райхер (рулевой) | Польша · Войцех Янковский · Мацей Ласицкий · Яцек Штрайх · Томаш Томяк · Михал Цеслак (рулевой)   |

### Четвёрка распашная без рулевого (лёгкий вес)
Медали в четвёрках распашных без рулевого (лёгкий вес) разыгрывались на Олимпийских играх 6 раз в период с 1996 по 2016 годы. Датчане выиграли медали все 6 раз (см. Золотая четвёрка), в том числе три золота. Эскильд Эббесен завоевал 5 медалей.
|                                   | Золото                                                                         | Серебро                                                                           | Бронза                                                                                |
| 1996 Атланта см. подробнее        | Дания · Виктор Феддерсен · Нильс Хенриксен · Томас Поульсен · Эскильд Эббесен  | Канада · Брайан Пикер · Джеффри Лей · Дэвид Бойс · Гэвин Хассетт                  | США · Марк Шнайдер · Джефф Пфендтнер · Дэвид Коллинз · Уильям Карлуччи                |
| 2000 Сидней см. подробнее         | Франция · Лорен Поршье · Жан-Кристоф Бетте · Ив Окде · Ксавье Дорфман          | Австралия · Саймон Бёрджесс · Энтони Эдвардс · Даррен Балмфорт · Роберт Ричардс   | Дания · Сёрен Мадсен · Томас Эберт · Эскильд Эббесен · Виктор Феддерсен               |
| 2004 Афины см. подробнее          | Дания · Тор Кристенсен · Томас Эберт · Стефан Мёльвиг · Эскильд Эббесен        | Австралия · Глен Лофтус · Энтони Эдвардс · Бен Кьюртон · Симон Бёржесс            | Италия · Лоренцо Бертини · Кателло Амаранте · Сальваторе Амитрано · Бруно Маскареньяс |
| 2008 Пекин см. подробнее          | Дания · Томас Эберт · Мортен Йоргенсен · Мадс Крусе Андерсен · Эскильд Эббесен | Польша · Лукаш Павловский · Бартломей Павелчак · Милош Бернатайтис · Павел Раньда | Канада · Иан Брамбелл · Джон Бир · Майк Льюис · Лиам Парсонс                          |
| 2012 Лондон см. подробнее         | ЮАР · Джеймс Томпсон · Мэттью Бриттэйн · Джон Смит · Сизве Ндлову              | Великобритания · Питер Чемберс · Роб Уильямс · Ричард Чемберс · Крис Бартли       | Дания · Каспер Винтер · Мортен Йёргенсен · Якоб Барсёэ · Эскильд Эббесен              |
| 2016 Рио-де-Жанейро см. подробнее | Швейцария · Лукас Трамер · Симон Шюрх · Симон Нипман · Марио Гир               | Дания · Якоб Барсёэ · Якоб Ларсен · Каспер Винтер · Мортен Йёргенсен              | Франция · Франк Сольфороси · Томас Барух · Гийом Рено · Тибо Колар                    |

### Четвёрка с рулевым с внутренними уключинами
| Игры           | Золото | Серебро | Бронза   |
| 1912 Стокгольм | Дания  | Швеция  | Норвегия |